# ناتالی لا رز
ناتالی لا رز (به انگلیسی: Natalie La Rose) (زاده ۱۱ ژوئیه ۱۹۸۸) خواننده و ترانه‌سرا هلندی است.